# Aloe otallensis
Aloe otallensis é uma espécie de liliopsida do gênero Aloe, pertencente à família Asphodelaceae.